# Grüneburgweg

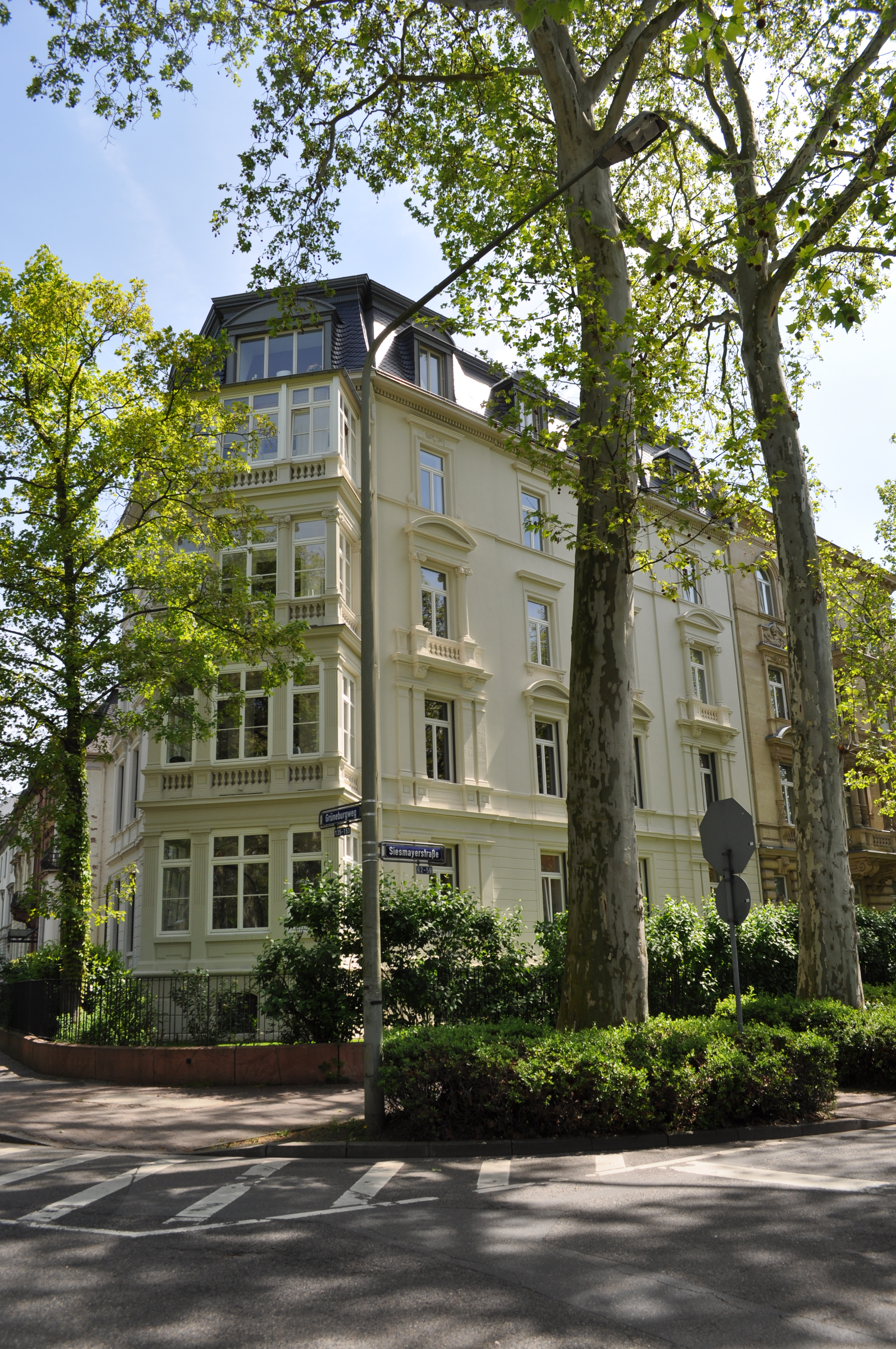
Im Eckhaus Nummer 153 lebte 1943 der Redakteur Benno Reifenberg.

Der Grüneburgweg ist eine Straße im Frankfurter Stadtteil Westend.

## Lage
Die Straße beginnt hinter Nummer 41 der Eschersheimer Landstraße und verläuft in westlicher bzw. nordwestlicher Richtung bis zur Siesmayerstraße, hinter deren Nummer 61 sie endet. Der Grüneburgweg ist die geografische Fortsetzung der im Osten gelegenen Fichardstraße und endet im Westen gegenüber dem Palmengarten. Der letzte Abschnitt der Straße markiert das südliche Ende des Grüneburgparks.

## Geschichte
Der ursprüngliche Gailsweg wurde 1846 nach einem im 14. Jahrhundert angelegten burgartigen Gutshof umbenannt. Das Gelände wurde 1714 von Goethes Großvater erworben und ging später in den Besitz der Familie Bethmann-Metzler über. Seit 1789 trug der Grundbesitz den Namen Zur grünen Burg und war ein Treffpunkt der großen Frankfurter Gesellschaft. 1837 erwarb die Familie Rothschild das Anwesen (seit 1940 im Besitz der Stadt Frankfurt) und ließ das Grüneburgschloss erbauen, das 1944 zerstört wurde.

## Besondere Gebäude
Das leerstehende Haus mit Nummer 113 war im Herbst 1970 das erste nur von Studenten besetzte Haus während des Frankfurter Häuserkampfes. Bei der im Herbst 1971 polizeilich durchgesetzten Räumung des Hauses kam es zur ersten von zahlreichen Straßenschlachten im Frankfurter Westend. Es wurde 1886 zusammen mit dem Nachbarhaus Nummer 115 von den Architekten Ludwig Neher und Aage von Kauffmann konzipiert. Beide Häuser, die mit separaten Eingängen versehen und im Innern vollständig miteinander verbunden sind, stehen heute ebenso unter Denkmalschutz wie die Gebäude Nummer 119 und 141 bis 153 des Grüneburgwegs. Sie alle befinden sich im letzten Abschnitt auf der Südseite der Straße südlich des Grüneburgparks. Im Haus Nummer 119 befand sich nach dem Ende des Zweiten Weltkriegs das Büro der United Restitution Organization (URO), und im Haus Nummer 153, das sich am Ende des Grüneburgwegs an der Ecke zur Siesmayerstraße befindet, lebte 1943 Benno Reifenberg (1892–1970), ein damaliger Redakteur der Frankfurter Zeitung und später einer der Herausgeber der Frankfurter Allgemeinen Zeitung.
Auf der Nordseite der Straße, und unmittelbar am Parkrand gelegen, befindet sich das Anwesen Nummer 128, auf dem sich das ehemalige „Stoltzehäuschen“ befand, das der Frankfurter Mundartdichter Friedrich Stoltze (1816–1891) im Jahr 1873 bezogen hatte.
Im Haus Nummer 95 verstarb am 12. Mai 1931 der deutsche Journalist und Polarforscher Theodor Lerner (1866–1931).